# 镇康裂果漆
镇康裂果漆（学名：Toxicodendron griffithii var. barbatum）为漆树科漆属下的一个变种。

## 扩展阅读
- 維基物種上的相關：镇康裂果漆